# Robin Koops
Robin Koops (Goor, 1971) is een Nederlands werktuigbouwkundige, ontwerper en uitvinder. Hij is bekend door het voor massaproductie ontwikkelen en produceren van een kunstalvleesklier. Een project waartoe hij werd getriggerd, toen hij rond zijn dertigste zelf werd overvallen door de chronische aandoening diabetes type 1.

## Carrière
Koops was aanvankelijk werkzaam als ontwerper ten behoeve van de vleesverwerkende industrie. Zo ontwierp hij naast machines en instrumenten onder andere schnitzelpletters, worstontklippers en kerfgereedschap om kruispatronen op biefstukken aan te brengen

### Kunstalvleeskier
Koops verwierf bekendheid door het voor massaproductie ontwikkelen van een kunstmatige alvleesklier. Het dringende motief om dit project ter hand te nemen was het feit dat artsen rond zijn dertigste bij hem zelf de diagnose diabetes, type 1, stelden. Een ernstige vorm van deze chronische ziekte, die continue regulering van de bloedsuikerspiegel met het injecteren van insuline vergt. Toen hem na raadpleging van de octrooiboekdocumentatie bleek dat een kunstmatige variant van de alvleesklier ontbrak, trok hij als uitvinder zijn plan. 
Bij de ontwikkeling van het apparaat waren gebruiksgemak en een handzaam formaat doorslaggevende voorwaarden. Koops werkte bij de ontwikkeling samen met onderzoekers van het Academisch Medisch Centrum in Amsterdam, de Universiteit Twente en het ziekenhuis Rijnstate in de regio Arnhem. In circa 15 jaar slaagde hij in er in het eerste prototype met de omvang van een koelkast te reduceren tot dat van een "dubbele" smartphone.
De kunstalvleesklier is een apparaatje dat continu de bloedsuikerwaarde van iemand meet. Deze metingen worden gebruikt om de juiste hoeveelheid glucagon en insuline af te geven.

## Onderscheiding
- In 2019 werd hij met zijn bedrijf Inreda Diabetic onderscheiden als Nationaal Icoon 2019 , een jaarlijkse onderscheiding, toegekend door het Ministerie van Economische Zaken en ondernemersorganisaties aan een drietal innovatieve bedrijven.[4]

- Een prototype van Koops' kunstalvleesklier werd in 2021 opgenomen in de collectie van het Rijksmuseum Boerhaave in Leiden. Het model is geplaatst naast een model van de kunstnier, het kunstmatig menselijk orgaan dat werd ontwikkeld door een andere Nederlander, te weten door internist Willem Kolff tijdens WOII. [5]